# Championnat de Santa Catarina de football 2014
Navigation
Édition précédente Édition suivante
Le championnat de Santa Catarina de football de 2014 est la 89e édition du championnat de Santa Catarina de football.
Le champion et le finaliste disputeront la Coupe du Brésil de football 2015.
En 2014, pour la première fois dans l'histoire du football de l'État de Santa Catarina, 3 équipes de l'État participent à la première division du championnat du Brésil de football : Criciúma EC, Chapecoense, Figueirense FC,.
À l'issue du championnat, Figueirense FC remporte son 16e titre, le premier depuis 2008.

## Règles
En 2014, les règles changent par rapport à 2013.
Les participants se rencontrent au cours d'un championnat en tour unique (matchs aller). Les quatre premiers se qualifient pour le tournoi à quatre final (matchs aller-retour) tandis que les six derniers disputent le tournoi à six pour la relégation. Les deux vainqueurs du tournoi à quatre se rencontrent en matchs aller et retour pour la finale.

## Clubs participants
Les dix équipes participantes sont les suivantes. :
- Criciúma EC (Criciúma)
- Chapecoense (Chapecó)
- Figueirense FC (Florianópolis)
- Avaí FC (Florianópolis)
- CA Metropolitano (Blumenau)
- Joinville EC (Joinville)
- CA Hermann Aichinger (Ibirama)
- Juventus (Jaraguá do Sul)
- Brusque FC (Brusque) *
- Marcílio Dias (Itajaí) **

* vainqueur du championnat de division spéciale en 2013.

** deuxième du championnat de division spéciale en 2013.

## Résultats

### Finale
Figueirense FC et Joinville EC terminent aux deux premières places du tournoi final et se rencontrent pour l'attribution du titre. 
| Champion       | Finaliste    | Aller | Retour | Cumulé |
| -------------- | ------------ | ----- | ------ | ------ |
| Figueirense FC | Joinville EC | 1x2   | 2x1    | 3x3    |

Les deux clubs étant à égalité à l'issue de la finale, Figueirense FC est déclaré vainqueur au nombre de victoires sur l'ensemble de la compétition.

## Sources
- « Catarinense 2013 - DC Esportes », Diário Catarinense